# Гигантский муравьед
Гигантский (трёхпалый, большой) муравьед (лат. Myrmecophaga tridactyla) — самый крупный представитель в отряде неполнозубых, длина его тела достигает 110—130 см. Внешний вид муравьеда, как и других представителей неполнозубых, весьма причудлив: длинная узкая морда, напоминающая трубку, крошечные узкие глаза, длинный, сжатый со сторон хвост с учётом шерсти достигает 95 см, часто несколько больше. Зубы отсутствуют. Масса взрослой особи — до 40 кг, общая длина тела от носа до кончика хвоста — порядка 2,3 м. Температура тела составляет 33 °C, что на несколько градусов ниже, чем у большинства млекопитающих, также у гигантского муравьеда замедлен метаболизм, что объясняет его медлительное поведение.

## Образ жизни
Гигантский муравьед ведёт наземный образ жизни, является отличным пловцом, способным перемещаться по широким рекам. В отличие от карликового муравьеда, он не умеет лазать по деревьям. Как и его древесные родственники, он активен преимущественно ночью, но в безлюдных местах нередко бродит и днём. Спит до 16 часов в сутки. Ходить по земле, имея такие длинные когти, трудно, и муравьеды вынуждены подгибать когти и опираться на тыльную сторону передних лап. Когтями легко защищается от врагов — одним ударом лапы большой муравьед способен выпотрошить собаку или даже убить человека и ягуара. В неволе живут до 14 лет.

### Питание
Питается муравьед муравьями и термитами. Разрушая когтями термитник или муравейник, он приступает к трапезе. Муравьед выбрасывает 60-сантиметровый язык, смоченный липкой слюной, со скоростью 160 раз в минуту, добывая за день 30 000 насекомых. В конце XX века было установлено, что муравьеды могут питаться и плодами пальмового дерева, разрывая плод острыми когтями, добывая таким образом себе влагу и витамины. В неволе, помимо основной пищи, их кормят говяжьим фаршем, фруктами, варёными яйцами, молоком и даже мёдом.

### Размножение
Беременность длится около 190 дней. Детёныш рождается с закрытыми глазами, которые открываются только через шесть дней. Самки муравьеда носят на спине единственного детёныша и не расстаются с ним от рождения до следующей беременности. Благодаря окраске, схожей с материнской, детёныш почти незаметен. Половозрелыми становятся через 2,5—4 года.

## Охранный статус
В данный момент ареал охватывает Центральную и Южную Америки, однако численность постоянно снижается из-за охоты и изменения среды обитания. В 1994 году около 340 гигантских муравьедов погибли в результате лесных пожаров в национальном парке Бразилии.
Животное особенно уязвимо перед пожарами из-за его медленного движения и легковоспламеняющейся шерсти.

В период с 2000 по 2010 год общая численность муравьедов сократилась на 30 %.
Вид занесён в Международную Красную Книгу.

## Галерея

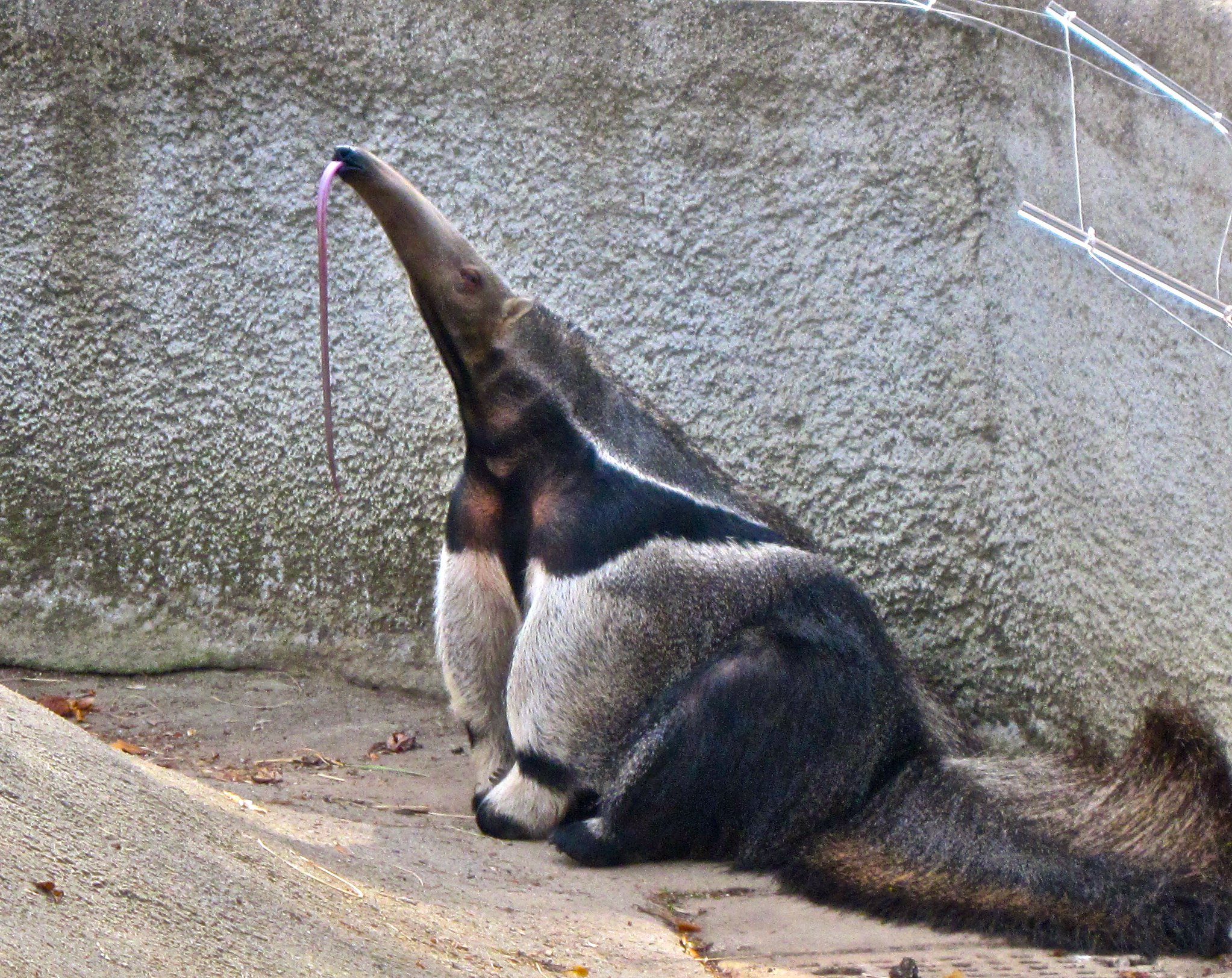
Муравьед с высунутым языком (Детройт, США)
Гигантский муравьед (Сан-Карлус, Бразилия)
Гигантский муравьед (Сан-Карлус, Бразилия), крупный план
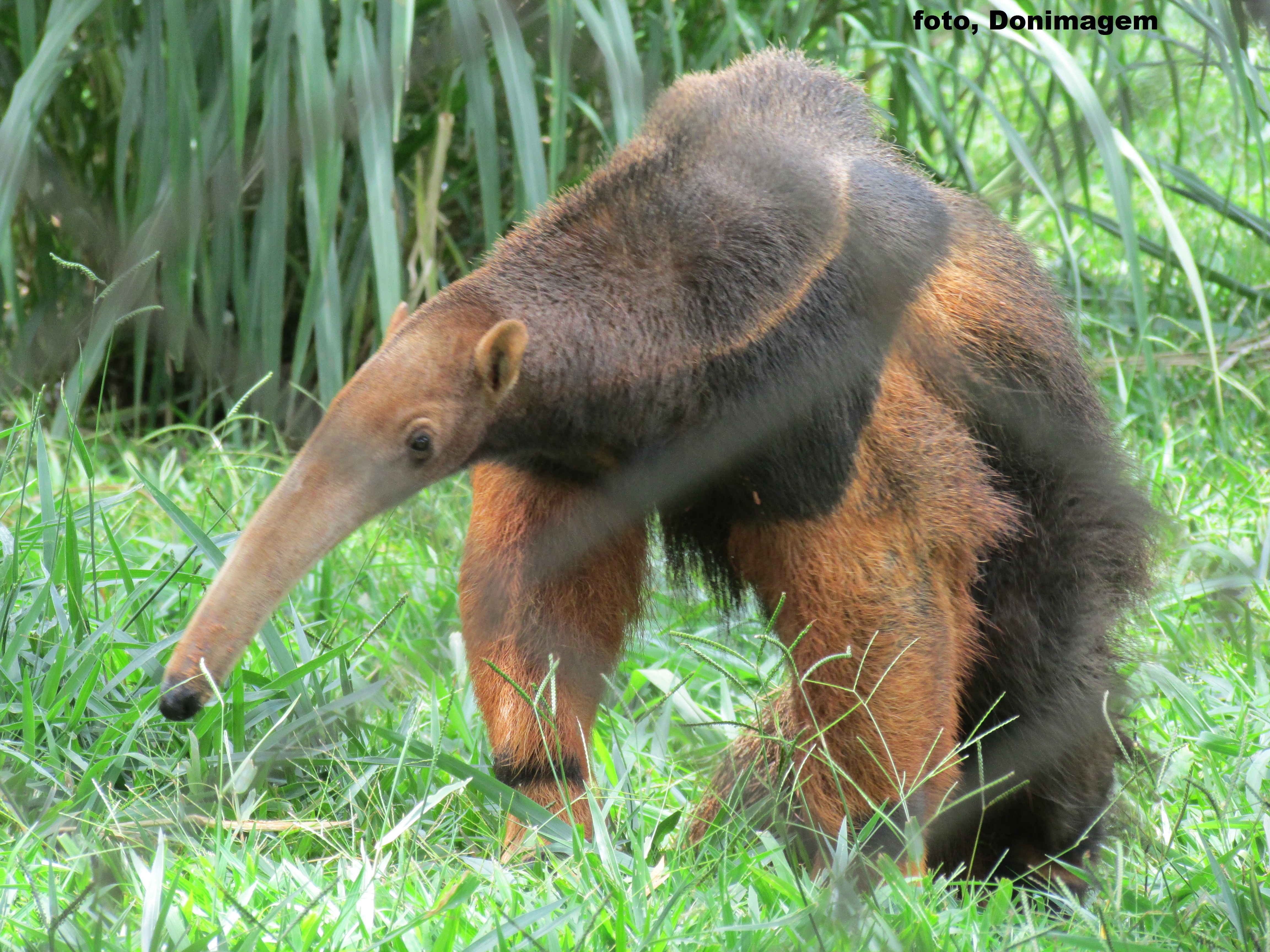
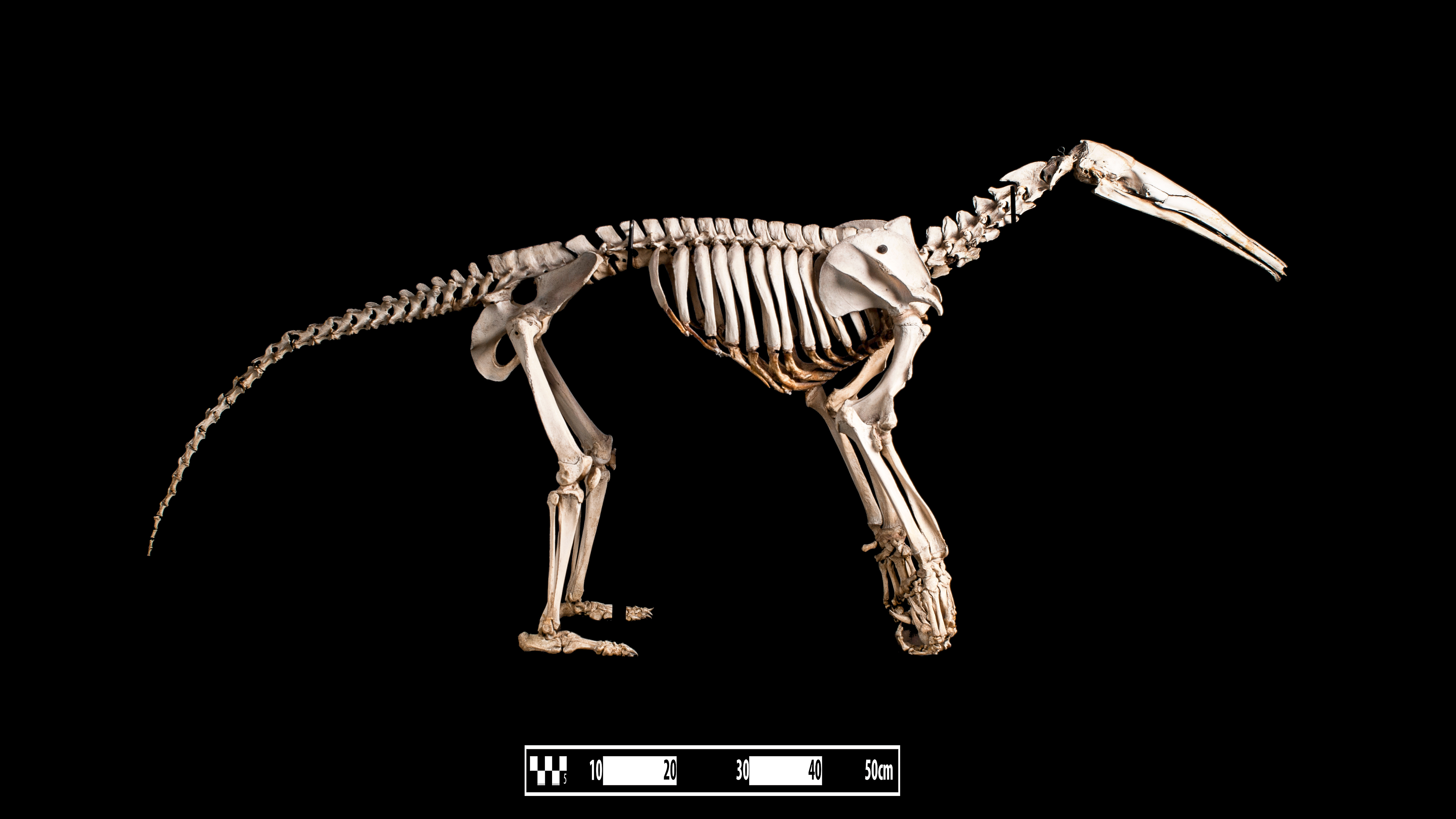
Скелет